# سبرنغفيلد غاردنز (كوينز)
سبرنغفيلد غاردنز (بالإنجليزية: Springfield Gardens)‏ هي مدينة من مدن الولايات المتحدة الأمريكية تقع في كوينز. يبلغ عدد سكانها 39,827 نسمة، وذلك حسب إحصائيات سنة 2000.

## السكان
يبلغ عدد سكانها 39,827 نسمة حسب تعداد عام 2000، منهم 2.7% بيض و 91.5% سود.